# Albert Soboul
Albert Soboul (Ammi Moussa, 27 aprile 1914 – Nîmes, 11 settembre 1982) è stato uno storico francese, tra i maggiori esperti della Rivoluzione francese.

## Biografia
Nato da una famiglia di contadini poveri recatisi in Algeria in cerca di fortuna, dopo la morte dei genitori (il padre morì nella prima guerra mondiale, la madre nel 1922) si trasferì a Nîmes, dove trascorse l'infanzia e frequentò il locale liceo. Laureatosi in storia alla Sorbona nel 1938, si iscrisse l'anno successivo al Partito Comunista Francese. Durante la seconda guerra mondiale combatté contro i tedeschi e fece parte della Resistenza. Dopo la liberazione si dedicò completamente all'attività di ricerca e di insegnamento, per poi conseguire il dottorato nel 1958. Insegnante di liceo, è stato poi docente universitario prima a Clermont-Ferrand e poi a Parigi, dove ha tenuto la prestigiosa cattedra di Storia della Rivoluzione Francese della Sorbona. È stato direttore dell'Institut d'histoire de la Révolution française, copresidente della Société d'études robespierristes e direttore della rivista Annales historiques de la Révolution française.
Il suo approccio alle tematiche della Rivoluzione francese è stato fortemente influenzato dall'incontro con Georges Lefebvre, che lo spinse ad adottare un approccio incentrato sulla storia sociale, sulle classi agrarie e il proletariato urbano. La sua voluminosa tesi di dottorato I sanculotti parigini e l'anno II fu appunto scritta sotto la supervisione di Lefebvre, che Soboul considerò sempre suo maestro. Chiaramente ispirata alle sue opinioni politiche, la storiografia di Soboul si fonda sulle premesse del materialismo storico, rifiutando le tesi revisioniste sulla Rivoluzione e le letture tradizionali dell'Ottocento. Al di là dell'impegno storiografico, Soboul si è impegnato in una grande attività di divulgazione della storia della Rivoluzione francese attraverso volumi di grande rilevanza.
Soboul è sepolto nel cimitero di Père-Lachaise, non lontano dal muro dei Federati, dove nel maggio del 1871 furono fucilati gli ultimi comunardi.

## Opere
- Saint-Just Ses idées politiques et sociales, Paris, Éditions Sociales Internationales, 1937.
- La Naissance de l'Armée nationale, 1789-1794, Paris, Éditions Sociales Internationales, 1939.
- L'Armée nationale sous la Révolution, 1789-1794, Paris, Éditions France d'abord, 1945.
- La Révolution française, 1789-1799, Paris, Éditions sociales, 1948.
- Les Sans-culottes parisiens en l'an II. Mouvement populaire et gouvernement révolutionnaire (1793-1794), Paris, Clavreuil, 1958.
- Histoire de la Révolution française, 2 tomes, Paris, Éditions sociales, 1962.
- Le Procès de Louis XVI, Paris, Julliard, 1966.
- Le Directoire et le consulat, Paris, PUF, 1967.
- La Première République: 1792-1804, Paris, Calmann-Lévy, 1968.
- La Civilisation et la Révolution française. La crise de l'Ancien Régime, Paris, Arthaud, 1970.
- Précis d'histoire de la Révolution française, Paris, Éditions Sociales, 1972.
- 1789, l'an un de la liberté, Paris, Éditions sociales, 1973.
- Comprendre la révolution, Paris, Maspero, 1981.
- Problèmes paysans de la Révolution (1789-1848), Paris, Maspero, 1983.
- La Révolution française, Paris, Gallimard, 1984.
- (FR) Albert Soboul, La Révolution française, Paris, Presses Universitaires de France, 1985.
- Portraits de révolutionnaires, Paris, Messidor, 1986.
- (FR) Albert Soboul, La France napoléonienne, Paris, Arthaud, 1987, ISBN 2-7003-0658-9.
- (FR) Albert Soboul, La Révolution française, Paris, Arthaud, 1987, ISBN 2-7003-0662-7.
- (FR) Albert Soboul, Dictionnaire historique de la Révolution française, Paris, PUF, 1989.
- La Maison rurale française, Paris, Comité des travaux historiques et scientifiques, 1995.